# Wladyslaw Tschekan
Wladyslaw Walentynowytsch Tschekan (ukrainisch Владислав Валентинович Чекан, wiss. Transliteration Vladyslav Valentynovyč Čekan; * 9. Januar 2002) ist ein ukrainischer Pentathlet.

## Karriere
Tschekan vertritt die Ukraine auf internationaler Ebene im Modernen Fünfkampf. Bei der Junioren-Weltmeisterschaft 2021 wurde er Weltmeister mit der Staffel. 2023 gewann er im selben Wettbewerb Silber. 2024 nahm er erstmals an den Weltmeisterschaften im Seniorenbereich teil. Den Einzelwettbewerb in Zhengzhou beendete er mit 1433 Punkten auf dem 16. Platz. Zudem konnte er sich im Alter von 22 Jahren über das UIPM Ranking für seine ersten Olympischen Spiele qualifizieren. In Paris zeigte er einen fehlerfreien Durchgang im Reiten und gute Leistungen im Schwimmen, gewann aber lediglich 15 seiner 35 Fechtduelle. Damit verpasste er als Elfter seines Halbfinales knapp das Finale, das jeweils neun Athleten aus beiden Halbfinals erreichten. Im Gesamtergebnis wurde er auf dem 23. Platz mit einem Ergebnis von 1486 Punkten geführt.
Tschekan studiert in Kiew an der Nationalen Universität für Körpererziehung und Sport der Ukraine.